# Воррен Робінетт
Воррен Робінетт (англ. Joseph Warren Robinett Jr.; нар. 25 грудня 1951) — розробник програмного забезпечення для комп'ютерної графіки, відомий як розробник гри Adventure — першої графічної пригодницької гри для Atari 2600. Також є засновником The Learning Company (TLC), де розробив Rocky's Boots та Robot Odyssey.
Закінчив Університет Райса в 1974 році, після чого почав працювати програмістом на Фортрані в Western Geophysical в Х'юстоні. Отримав ступінь магістра в Каліфорнійському університеті в Берклі у 1976 році. Вже з листопада 1977 року почав працювати в Atari.

## Діяльність в Atari
Перший досвід в Atari — Slot Racers для Atari 2600. В процесі її розробки Робінетт відкрив для себе текстову гру Colossal Cave Adventure та вирішив зробити її графічну версію. Гра Adventure для Atari 2600 вийшла набагато простішою, але це не завадило їй стати бестселером (продано близько мільйона копій).
Дизайнери Atari на той час не отримали достатнього визнання за свої ігри, оскільки в Atari боялись, що їм доведеться торгуватися з відомими дизайнерами. Саме тому Робінетт помістив у гру прихований елемент, який дозволив би гравцю дійти до певного захованого екрану, на якому буде написано «Created by Warren Robinett» («Створено Ворреном Робінеттом»). Це яскравий приклад однієї з перших пасхалок у відеоіграх.

## Діяльність після Atari
У 1980 році заснував компанію The Learning Company (TLC), де працював над кількома розвиваючими іграми, включаючи Rocky's Boots та Robot Odyssey для Apple II.
Згодом, в 1995 році, TLC викупила компанія Softkey за $606 млн.
З того часу Робінетт працював над проектами віртуальної реальності для НАСА та Університету Північної Кароліни.
У 2016 році анонсував The Annotated Adventure — книгу про створення дизайну та реалізацію Adventure для Atari 2600.